# TGFBR1
Le TGFBR1 (pour « Transforming growth factor, beta receptor I ») est l'une des deux protéines (avec le TGFBR2) constituant le récepteur au TGF-β. Son gène est le TGFBR1 situé sur le chromosome 9 humain.

## Rôle
Il intervient dans la voie de signalisation des Smad.

## En médecine
Une mutation de son gène entraîne un syndrome de Loeys-Dietz, associant anévrisme aortique et anomalies du visage. D'autres mutations sont responsables d'une maladie de Ferguson-Smith, avec des kératoacanthomes multiples.